# Nicola Vecchi
Nicola Vecchi (Poggio Rusco, 28 agosto 1883 – ...) è stato un sindacalista e pubblicista italiano, esponente di spicco del Sindacalismo rivoluzionario, è stato segretario dell'Unione Sindacale Italiana.

## Biografia
Dopo aver compiuto gli studi tecnici a Modena, senza però conseguire il diploma, si dedicò giovanissimo all'attività politica e sindacale. Prima aderì al Partito Socialista Italiano ma ne uscì ben presto seguendo molti sindacalisti rivoluzionari. Nel 1909 era tra i principali dirigenti sindacali nella Bassa modenese e contribuì alla fondazione del settimanale "Bandiera rossa" di Mirandola . Dato però che il periodico si era orientato verso una linea unitaria nei confronti del PSI lo lasciò e, insieme a Filippo Corridoni fondò a Modena "La Bandiera rossa. Settimanale edito dal comitato provinciale di propaganda sindacalista".
Nel 1911 prese parte attiva alle proteste contro la guerra di Libia e nel 1912, condannato a sei mesi di reclusione, si trasferì negli Stati Uniti dove collaborò al "Proletario" di New York. Nel 1913 rientrò in patria e riprese l'attività sindacale collezionando arresti e denunce. In occasione della Settimana rossa del 1914 si oppose all'ordine di sospendere lo sciopero generale proveniente dalla Confederazione Generale del Lavoro. Allo scoppio della Prima guerra mondiale assunse una posizione nettamente contrario all'intervento e, insieme a Pulvio Zocchi, fondò nel febbraio 1915 "Coerenza. Settimanale antimilitarista, antipatriottico, antiguerrafondaio", poi soppresso dopo l'entrata dell'Italia nel conflitto.
Non è chiaro se successivamente abbia aderito all'Interventismo, comunque partecipò alla guerra come sottufficiale di leva (in seguito avrebbe però sostenuto di essere stato "volontario"). Dopo la fine del conflitto assunse la direzione prima della Camera del lavoro di Brescia e poi di quella di Verona (dove rimase per oltre tre anni) diventando così uno dei principali dirigenti dell'Unione Sindacale Italiana.
Dopo l'arresto di Armando Borghi nell'ottobre 1920, seguito dall'incarcerazione di buona parte dei quadri dirigenti dell'USI (incluso il segretario supplente Angelo Faggi), la segreteria dell'Unione Sindacale Italiana e la redazione del periodico "Guerra di classe" vennero affidate pro tempore allo stesso Vecchi. In questa veste Vecchi, accompagnato da Duilio Mari, si recò a Mosca per partecipare al congresso dell'Internazionale sindacale rossa. Qui i delegati dell'USI sottoscrissero con i rappresentanti del Partito Comunista d'Italia un accordo che impegnava il sindacato a collaborare strettamente col partito e ad aderire alla CGL per orientarla su posizioni rivoluzionaria. Al rientro in Italia l'accordo suscitò violente polemiche e venne disconosciuto dalla maggioranza anarchica dell'USI.
Nella lotta interna che ne seguì Vecchi divenne il principale esponente della corrente terzinternazionalista in seno all'USI, utilizzando ampiamente in questa direzione l'organo della Camera del lavoro di Verona "L'Internazionale" (in seguito "L'Internazionale rossa") da lui diretta. Al congresso di Roma del marzo 1922 la corrente di Vecchi rimase in minoranza e successivamente l'intera camera del lavoro di Verona venne espulsa dal sindacato.
Il 5 agosto 1922, dopo il fallimento dello sciopero legalitario, la Camera del lavoro di Verona venne occupata con la violenza dai fascisti che resero impossibile il proseguimento di ogni attività e Vecchi si trasferì a Milano dove collaborò col periodico comunista "Il Sindacato rosso"
Vecchi partecipò a Mosca al secondo congresso del Profintern, ma dopo l'avvento del Regime fascista si ritirò a vita privata. Nel 1926 aderì al regime impiegandosi nei sindacati fascisti. Nel 1931 espatriò clandestinamente in Francia per motivi di lavoro. Dopo il 1933 mancano sue notizie.